# Palazzi di Castello
Lista dei palazzi del sestiere di Castello a Venezia con una certa importanza storica e/o architettonica.

## Lista

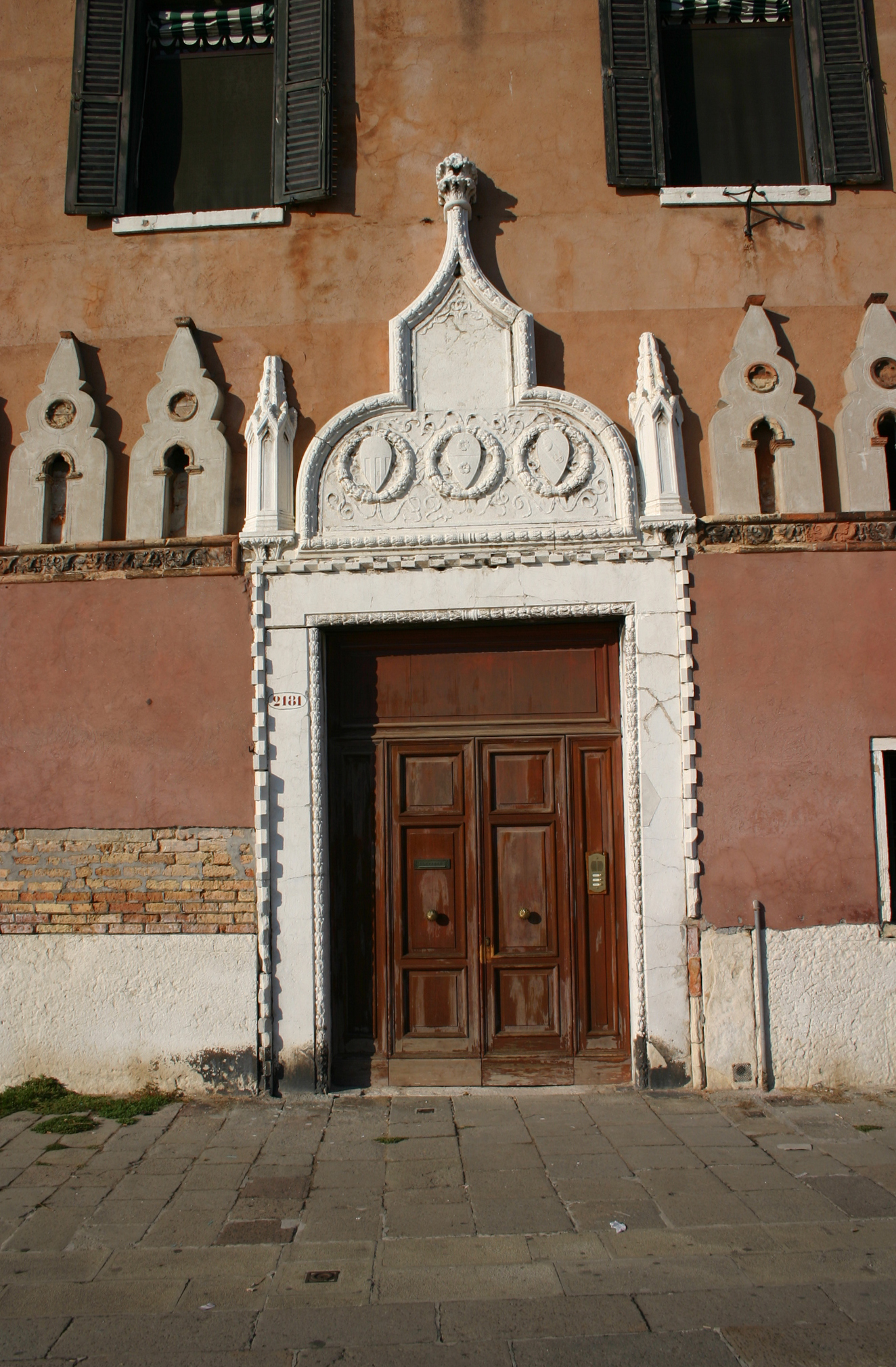
Il portale dei Forni militari

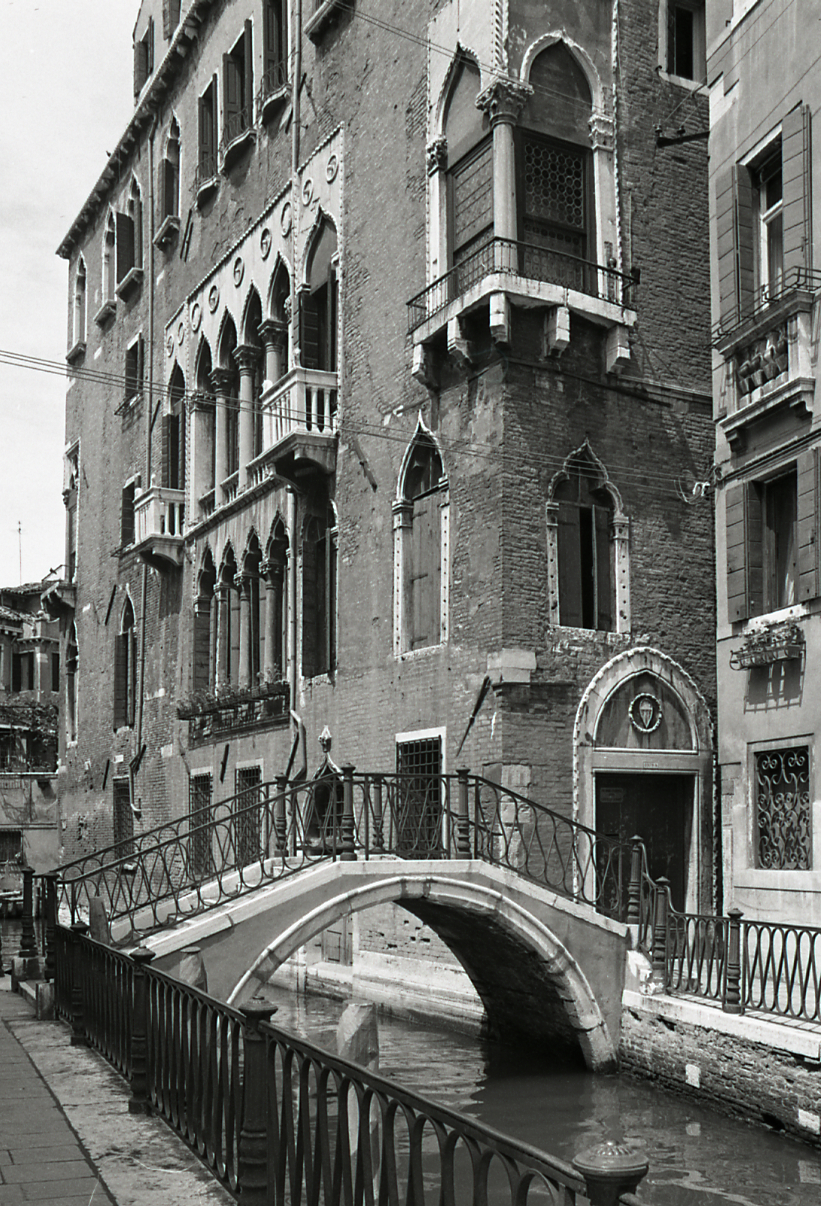
Palazzo Priuli all'Osmarin. Foto di Paolo Monti, 1968.

- Ca' Cappello (Numero Anagrafico 3702)[1] o Palazzo Cappello Memmo[2],[3]
- Ca' di Dio (N.A. 2182-2186)[2][3][4][5]
- Ca' Gritti (N.A. 3698)[1] o Palazzo Gritti[2] o Palazzo Gritti Loredan[3][6]
- Ca' Loredan (N.A. 5251)[2]
- Casa Foscari Mocenigo (N.A. 5743-5745)[7] o Palazzetto Foscari Mocenigo[2]
- Casa Magno (N.A. 2693)[3] o Palazzo Bembo[6]
- Case Michiel (N.A. 4612-4625)[2]
- Casa Moro (N.A. 3491)[3]
- Casa Rossitto (N.A. 1264c)[3]
- Casa Venier (N.A. 6129)[3]
- Casa dei Visdomini (N.A. 2157)[3]
- Casa del Tiepolo (N.A. 1301-1302)[2]
- Collegio Flanghinis (N.A. 3412)[8] o Collegio Greco Flangini[2][3]
- Corpo di Guardia dell'Arsenale (N.A. 2168)[2][3]
- Depositi di Pane (N.A. 2178-2180)[3][2][4]
- Foresteria della Marina Militare (N.A. 2166-2167)[2]
- Forni Militari (N.A. 2181)[3][2][4]
- Magazzino delle Farine (N.A. 2148)[2] o Granaio[3][4][9], oggi sede del Museo storico navale
- Ex Ospedale de le Putte (N.A. 1310)[2]
- Ex Ospedale dei Cavalieri di Malta (N.A. 3253)[2][10]
- Pio Ospedale della Pietà (N.A. 3701)[3][1]
- Ex Ospedale delle Boccole (N.A. 2951)[3]
- Ospedaletto (N.A. 6690-6691)[5][4] o Ospedaletto dei Derelitti[2] o Ospizio dell'Ospedaletto[3]
- Ex Ospizio dei Santi Pietro e Paolo (N.A. 452-454)[3]
- Ex Ospizio delle Muneghete (N.A. 2616)[2]
- Ex Ospizio di San Lazzaro dei Mendicanti (N.A. 6777)[3][2][4]
- Palazzo Avogadro (N.A. 4426)[2][3]
- Palazzo Basadonna (N.A. 6500)[2][3]
- Palazzo Bembo (N.A. 5153)[2]
- Palazzo Boldù (N.A. 5180-5181)[2]
- Palazzo Bollani (N.A. 3647)[2][6]
- Palazzo Bragadin (N.A. 6480)[2][3] o Palazzo Bragadin Bigaglia[6]
- Palazzo Bragadin Carabba (N.A. 6050)[2][6][3][4] o Palazzo Bragadin[11]
- Palazzo Bragadin Pinelli (N.A. 6258)[2]
- Palazzo Bressan (N.A. 6323)[2]
- Palazzetto Bruni (N.A. 3618)[2]
- Palazzo Cabrini (N.A. 5273)[2]
- Palazzina Canonica (N.A. 1364a)[3][4] o Villino Canonica[2]
- Palazzo Cappello (N.A. 6391)[3][2][4][12]
- Palazzo Cavagnis (N.A. 5170)[2][6][13][3] o Palazzo Cavanis[3]
- Palazzo Cavazza (N.A. 5990)[3]
- Palazzo Celsi (N.A. 2716)[2] o Palazzo Celsi poi Donà[3]
- Palazzo Cima Zon (N.A. 6512)[3]
- Palazzo Cocco (N.A. 6165)[2]
- Palazzo Contarini (N.A. 6131)[2]
- Palazzo Contarini dalla Porta di Ferro (N.A. 2926)[2][6] o Palazzo Contarini della Porta di Ferro[3][4] o Palazzo Contarini "Porta di ferro"[7]
- Palazzo Corner Reali (N.A. 5527)[2]
- Palazzina Da Fiol (N.A. 4669-4672)[2] Palazzina Dal Fiol[3]
- Palazzo Da Riva (N.A. 2856)[3][6] o Palazzo Valier Da Riva[2]
- Palazzetto Dandolo (N.A. 6826)[2][3][4]
- Palazzo Dandolo (N.A. 4196)[14][3][2][4][15]o Palazzo Dandolo Bernardo[11]
- Palazzo Dolfin Bolani (N.A. 6073)[2][3] o Palazzo Bolani[11]

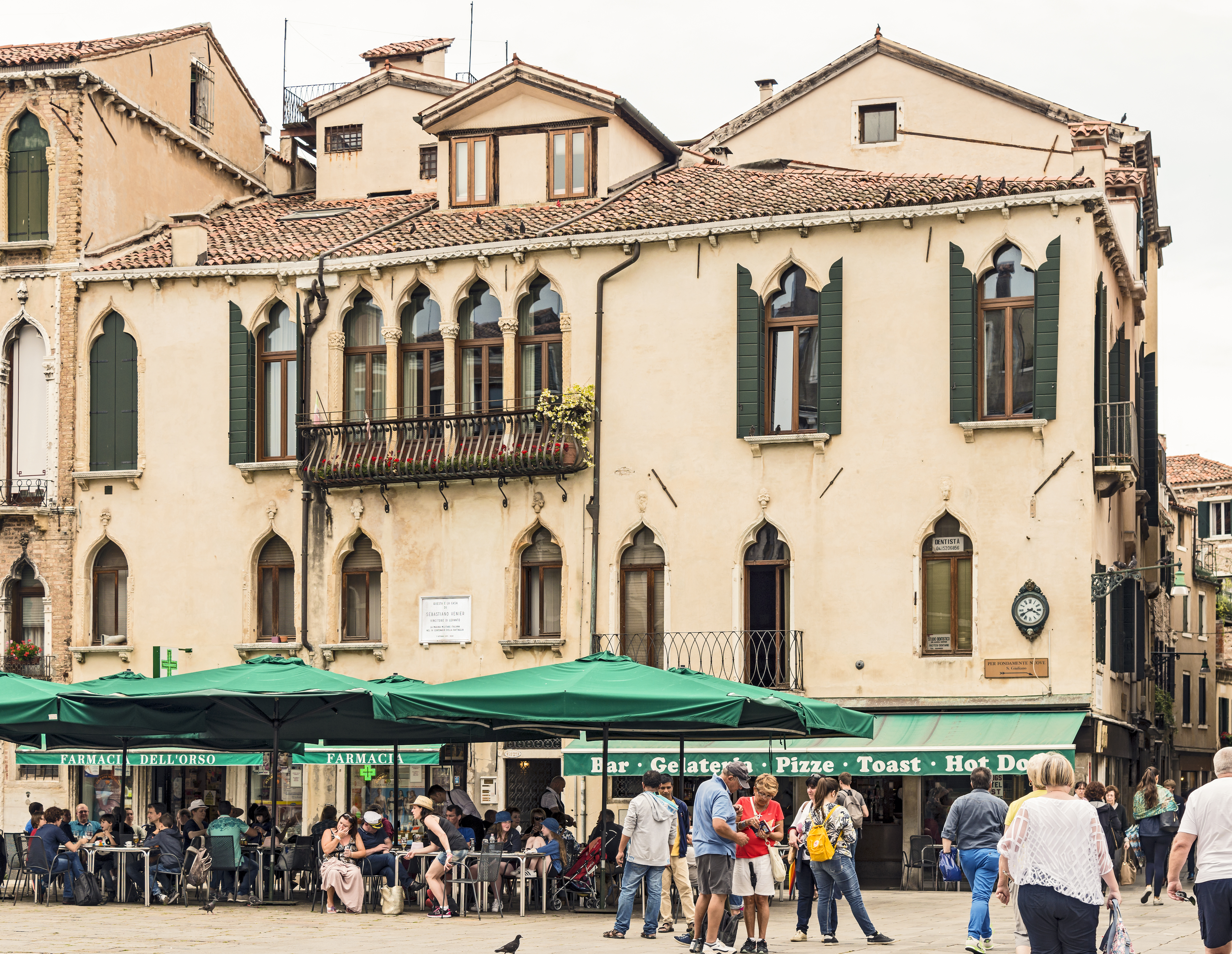
I Palazzi Donà, in cui abitò il doge Sebastiano Venier

- Palazzi Donà (N.A. 6121-6123-6126)[2][3][4]
- Palazzo Donà Ottoboni (N.A. 5136)[2][3]
- Palazzo Erizzo (N.A. 4002)[2][3]
- Palazzo Foscarini (N.A. 4392)[2][3]
- Palazzo Gabrielli a Santa Maria Formosa (N.A. 5152)[2]
- Palazzo Gabrielli sulla Riva degli Schiavoni (N.A. 4110)[2][3][4][16]
- Palazzo Gradenigo (N.A. 2838)[3][6][2][17][4]
- Palazzo Grandiben (N.A. 4003)[2][3] o Palazzo Grandiben Negri[12]
- Palazzetto Grimani (N.A. 4860)[2]
- Palazzo Grimani in Via Garibaldi (Venezia) (N.A. 1796)[2]
- Palazzo Grimani a Santi Giovanni e Paolo (N.A. 6779-81)[3][4]
- Palazzo Grimani di Santa Maria Formosa (N.A. 4858)[2][3][11][9][4][12]
- Palazzo Gritti (N.A. 2787)[2][6] o Palazzo della Nunziatura[3][4]
- Palazzo Gritti Morosini Badoer (N.A. 3608)[2][6][7] o Palazzo Gritti[3][4]
- Palazzetto Gussoni Algarotti (N.A. 5601)[2] o Palazzetto Gussoni[3] o Palazzo Gussoni Algarotti[12]
- Palazzina Kress (N.A. 4685a-4686)[2]
- Palazzo Licini (N.A. 5507)[2]
- Palazzo Lion (N.A. 3392)[2]
- Palazzo Loredan a San Canciano (N.A. 6059)[3]
- Palazzo Loredan a Santa Marina (N.A. 6043)[3]
- Palazzo Loredan a Santi Giovanni e Paolo (N.A. 6302)[2]
- Palazzo Maggi (N.A. 6394)[2]
- Palazzo Magno (N.A. 6676A-6689)[3]
- Palazzo Malipiero (N.A. 2684-89)[3]
- Palazzo Malipiero Trevisan (N.A. 5250)[2][3][4] o Palazzo Trevisan[11]
- Palazzo Marcello Pindemonte Papadopoli (N.A. 6108)[3][12]  o Palazzo Marcello Pindemonte[11][4] o Palazzo Marcello[2]
- Palazzo Marcorà (N.A. 1581)[2]
- Palazzo Maruzzi (N.A. 3394)[2][3]
- Palazzo Morosini a San Giovanni Nuovo (N.A. 4391)[2][3]
- Palazzo Morosini a Santi Giovanni e Paolo (N.A. 6396)[2][3][12]
- Palazzo Morosini dalla Sbarra (N.A. 2845)[2]
- Palazzo Morosini del Pestrin (N.A. 6140)[2][3] o Palazzo Morosini[18] o Palazzo Morosini dal Pestrin[12]
- Palazzi Muazzo (N.A. 6451-6453)[2] Palazzi Giustinian poi Muazzo[3]
- Palazzo Navagero (N.A. 4145)[2] o Casa Navagero[3][4] o Palazzo Molina[19]
- Palazzo Pasqualigo (N.A. 4424)[2]
- Ex Palazzo Patriarcale (N.A. 70)[2][3][4]
- Palazzo delle Prigioni Nuove (N.A. 4209)[2][9] o Palazzo delle Prigioni o Prigioni Nuove[3][4]
- Palazzo Priuli a San Provolo (N.A. 4711)[2][3]
- Palazzo Priuli a San Severo (N.A. 4979b)[2][3][6][14][11][20][4]
- Palazzo Priuli Ruzzini (N.A. 5866)[7][11] o Palazzo Priuli Ruzzini Loredan[6][3] o Palazzo Ruzzini[3][4] o Palazzo Ruzzini Loredan[2] o Palazzo Priuli[14]
- Palazzetto Querini (N.A. 3520)[2]
- Palazzo Querini Stampalia (N.A. 5252)[7][3][2][12][21][4] o Palazzo Querini[9]

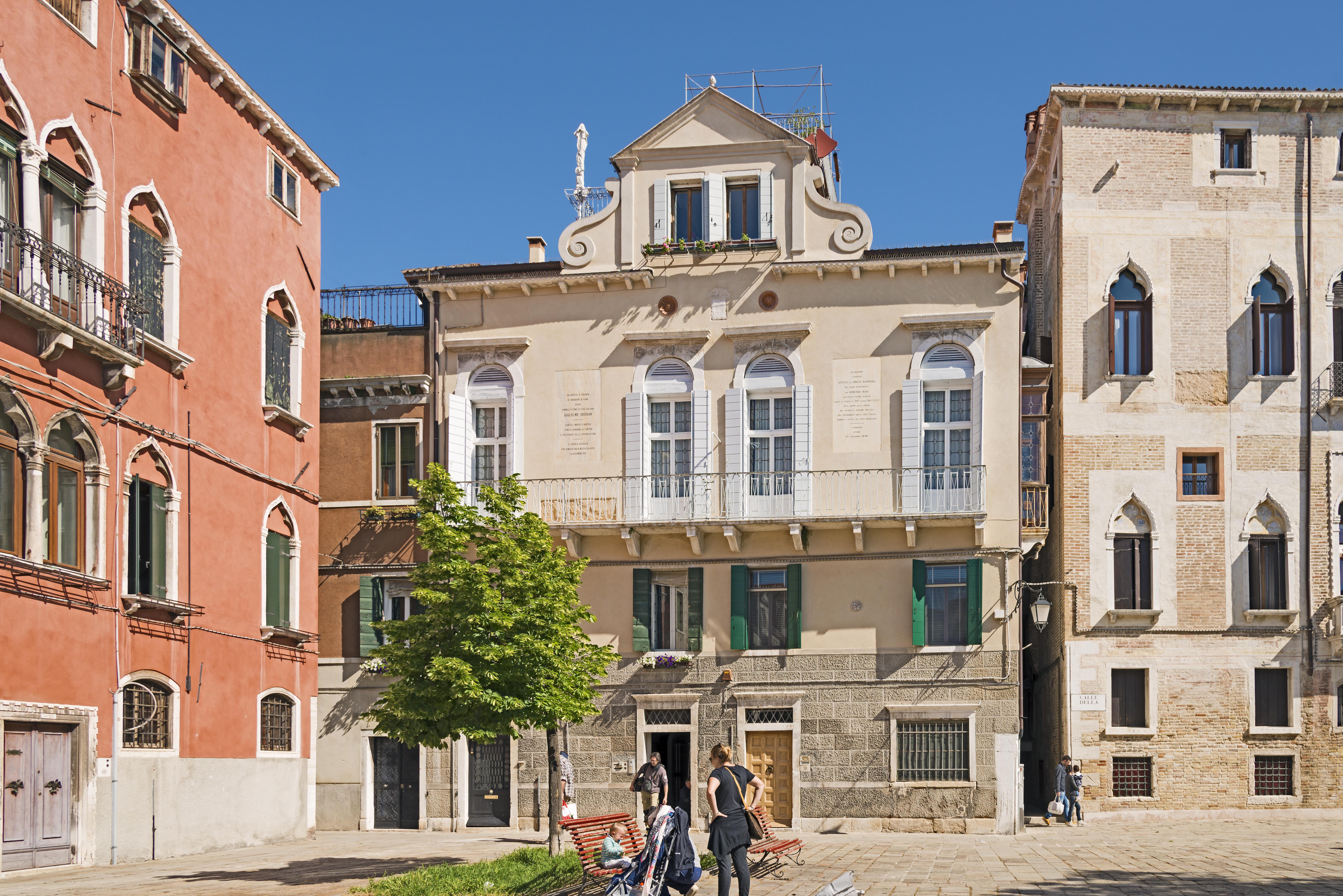
Palazzo Soderini

- Palazzo Rota Ivancich (N.A. 4421)[22]
- Palazzo Sagredo (N.A. 2721)[6][3]
- Palazzo Salvioni (N.A. 3463)[2][3][6]
- Palazzo Scalfarotto (N.A. 5492a)[2]
- Palazzo Simonetti (N.A. 6109)[2]
- Palazzetto Soderini (N.A. 3626)[2]
- Palazzo Soderini (N.A. 3610)[2][3][4] Palazzo Soderini
- Palazzo Soldà (N.A. 510)[2] o Casa Solda[3]
- Palazzo Soranzo (N.A. 4419)[7][3] o Palazzo Soranzo dell'Angelo[2][6]
- Palazzo Spiridione Papadopoli (N.A. 6114)[3]
- Palazzo Tamagnini Massari (N.A. 3769)[2][4][3]
- Palazzo Tasca Papafava (N.A. 5402)[2][3] o Palazzo PapafavaParrocchia San Zulian
- Palazzo Trevisan Cappello (N.A. 4328)[2][3][4] o Palazzo Trevisan[11] o Palazzo Cappello Trevisan[6]
- Palazzetti Venier (N.A. 5267-5270)[2]
- Palazzo Venier (N.A. 2435??)[6]
- Palazzo Vitturi (N.A. 5246)[2][3][6][4]
- Palazzo Ziani (N.A. 5050)[2][3] Demanio[9][4]
- Palazzo Zon Zatta (N.A. 6512)[3] o Palazzo Zon Marcello[6]
- Palazzo Zorzi (N.A. 4930)[2][3][11][4][9] o Palazzo Zorzi Galeoni[12]  (per[7] forma con il seguente un unico Palazzo Zorzi)

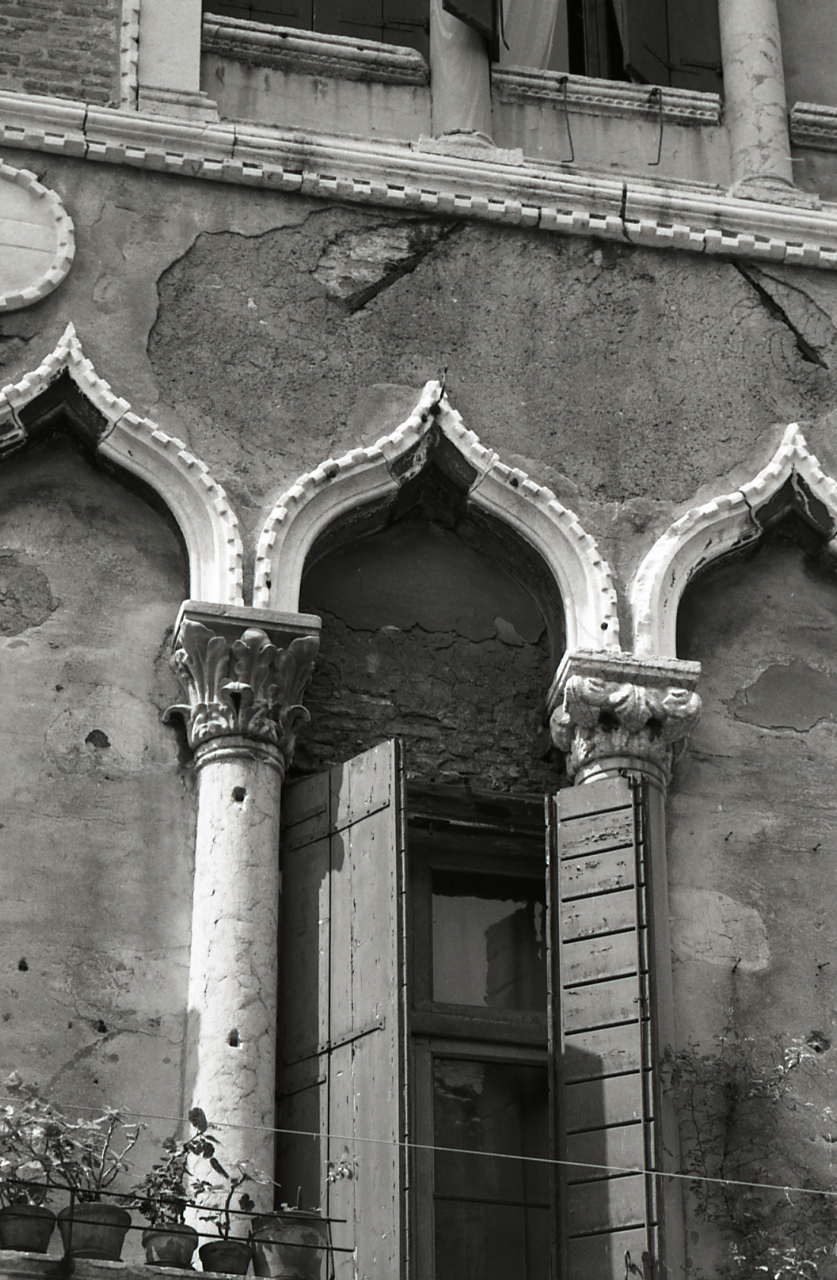
Palazzo Zorzi Bon, dettaglio. Foto di Paolo Monti, 1968

- Palazzo Zorzi Bon (N.A. 4907)[2][3][6][4] (per[7] forma con il precedente un unico Palazzo Zorzi)
- Palazzo Zorzi Liassidi (N.A. 3405)[2][6][23]o Palazzo Zorzi[3]
- Scuola dei Bombardieri (N.A. 5266)[3][24]o Scuola di Santa Barbara[25]o Scuola di Santa Barbara, dell'Arte dei Bombardieri[2]
- Scuola dei Casselleri (N.A. 5264a)[24][3] o Scuola dei Casseleri[25]
- Scuola dei Frutarioli (N.A. 5264b)[24][25][3]
- Scuola dei Linaroli (N.A. 4307)[3][24]
- Scuola dei Parrucchieri (N.A. 4361)[24]
- Scuola del Santissimo Nome di Dio[24][3]
- Scuola del Santissimo Sacramento a Castello (N.A. 69)[24][3] o Ex Battistero di San Pietro[2]
- Scuola del Santissimo Sacramento a San Zaccaria (N.A. 4695)[24][3][2]
- Scuola di San Giorgio degli Schiavoni (N.A. 3259a)[24][25][4] o Scuola Dalmata di San Giorgio degli Schiavoni[3][9] o Scuola Dalmata dei Santi Giorgio e Trifone[2]
- Scuola di San Giovanni Battista (N.A. 3811b)[24][2][3]
- Scuola di San Martino (N.A. 2426a)[2][24][3] o Scuola dei Calafati[25]
- Scuola di San Nicolò dei Greci (N.A. 3412)[24][3][2][9][26]
- Scuola di San Pasquale Baylon (N.A. )[24][25][3][4] o Scuola di San Pasquale Bylon[2]
- Scuola di Sant'Orsola (N.A. 3636)[24][3][25]
- Scuola Grande di San Marco (N.A. 6776)[24][3][2][9][4] o Scuola di San Marco[25]
- Scuoletta Greca (N.A. 3410)[4][3]
- Tesoreria (Venezia) (N.A. 2166-2167)[3] o Tesoreria di Guerra Marittima[2]